# Michaela Hrbková
Michaela Hrbková (født 14. Juli 1987 i Tjekkiet) er en tjekkist håndboldspiller, som spiller for Frisch Auf Göppingen og det tjekkiske landshold.